# Sîn-iddinam

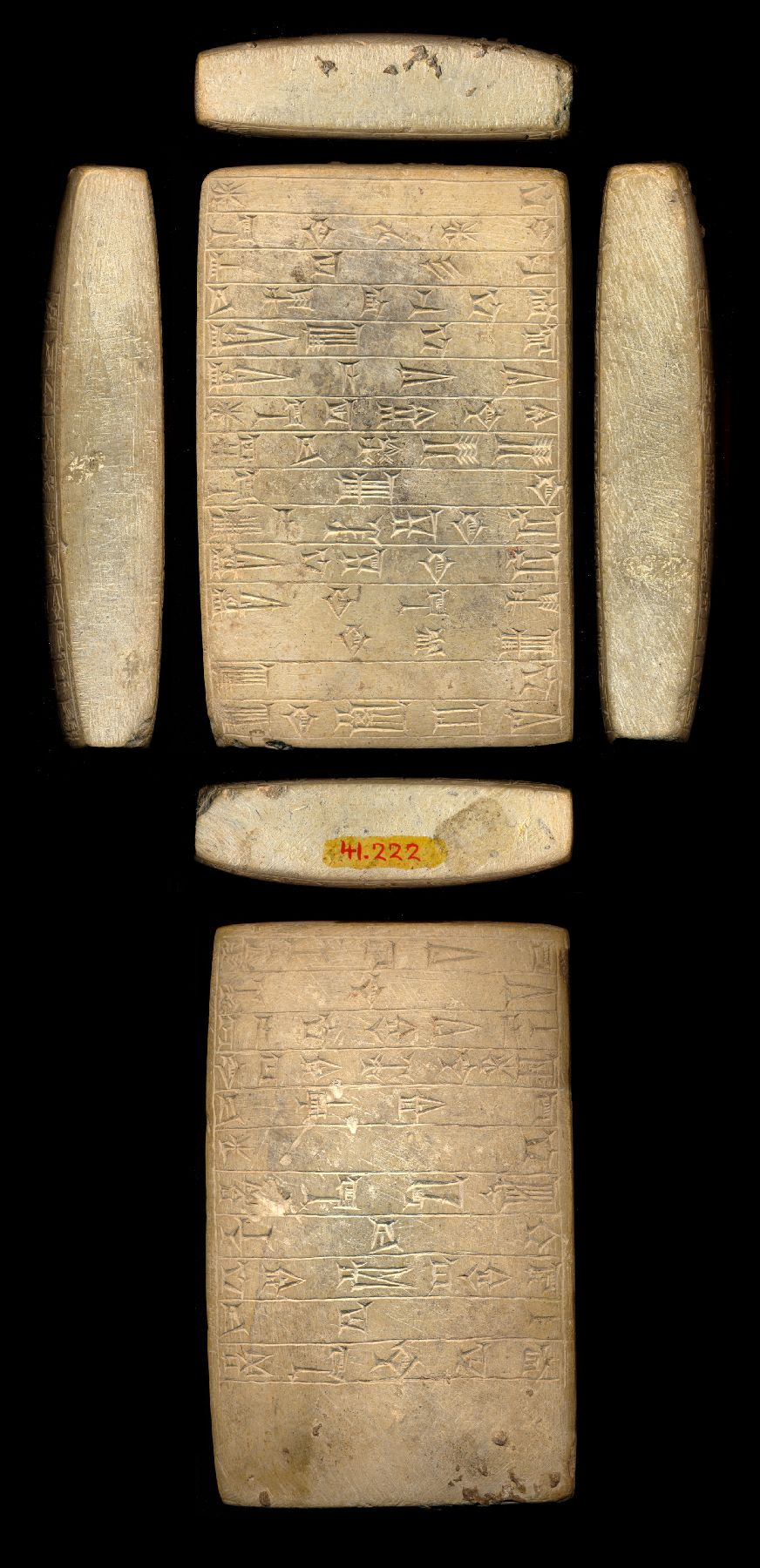
Inscription de Sîn-iddinam

Sîn-iddinam ou Sin-Idinnam ou Sîn-iddinam, fut un roi de Larsa vers 1849-1843 av. J.-C.
Dès son arrivée au pouvoir fit face aux villes puissantes qu'étaient Babylone contre qui il fit campagne en l'an 4, Malgium (à l'Est de Babylone) en l'an 5 et Eshunna en l'an 6, celle-ci exerça son contrôle sur les villes situées dans la vallée de la Diyala.